# بوب بولن (سياسي)
بوب بولن هو سياسي أمريكي، ولد في 10 أبريل 1926 في شيكاغو في الولايات المتحدة، وتوفي في 6 يناير 2014 في فورت وورث في الولايات المتحدة.